# Panemeria nigrescens
Panemeria nigrescens là một loài bướm đêm trong họ Noctuidae.